# Удмурт-Зязьгор
Удмурт-Зязьгор — село в Кезском районе Удмуртской республики.

## География
Находится в северо-восточной части Удмуртии на расстоянии приблизительно 7 км на юго-восток по прямой от районного центра поселка Кез.

## История
Известно с 1802 года как починок Лыпской. В 1873 году здесь (починок Лыпский или Вотский Зязьгор) было учтено 17 дворов, в 1905 — 22 двора, в 1924 (Зязьгор Вотский) — 41. Современное название с 1935 года. До 2021 года административный центр Сюрзинского сельского поселения.

## Население
Постоянное население составляло 25 мужчин (1802), 178 жителей (1873), 291 (1905), 309 (1924, все удмурты), 241 человек в 2002 году (удмурты 97 %), 186 в 2012.